# Чотири празькі статті
«Чоти́ри пра́зькі статті́» — програмний документ чашників, висунутий 1420 року у Празі. 
Йшлося про вимоги позбавити католицьку церкву її землеволодінь, здійснювати причастя мирян хлібом і вином («чашею» — звідки й пішла їх назва), запровадити для духовенства відмову від власності, суворе покарання за здійснені гріхи, що відбивало їхні погляди.